# Schlacht von Saint-Omer
Die Schlacht von Saint-Omer war eine große bewaffnete Auseinandersetzung im Jahre 1340 im Zuge des von König Edward III. von Flandern aus gestarteten Sommerfeldzuges gegen Frankreich zu Beginn des Hundertjährigen Krieges. Die Chevauchée begann nach der Seeschlacht von Sluis, stellte sich aber für die Engländer als weniger erfolgreich als die vorangegangenen Aktionen heraus und führte nur zu geringen Veränderungen der Ausgangssituation des Feldzugs. Die Schlacht von Saint-Omer war der Höhepunkt des nördlichen Vorstoßes von Edwards Feldzug und endete in einem taktischen Patt, was einen strategischen Rückzug der anglo-flämischen Truppen erzwang.

## Hintergrund
Bis 1340 war Flandern ein Teil Frankreichs, in dem es während der vergangenen Jahrhunderte regelmäßig zu Aufständen und Unabhängigkeitskriegen gekommen war. In den späten 1330er Jahren versuchte Flandern erneut seine Selbstbestimmung zu erreichen. Der französische Herrscher Louis I. von Flandern war in einem blutigen Staatsstreich gestürzt und durch den Diktator Jacob van Artevelde ersetzt worden. Edward, der nach Alliierten für seinen Krieg gegen Frankreich suchte, verbündete sich mit Artevelde, indem er dessen Herrschaft finanzierte und die flämische Tuchindustrie mit englischer Wolle versorgte. Er konnte Flandern so als Ausgangspunkt für seine Invasion von Frankreich nutzen.
Artevelde stimmte dem Abkommen mit Edward zu, war insgeheim aber nicht bereit, alle seine Ressourcen in den Krieg einzubringen, und hatte auch nicht die volle Kontrolle über die Handelsstädte in der halb-unabhängigen Region. Bei seiner Ankunft musste Edward feststellen, dass von den 150.000 Mann Truppen, die er für seine Unterstützung gefordert hatte, nur ein Bruchteil zusammengezogen worden war. Von seinem Erfolg bei der Seeschlacht von Sluis angespornt, wollte Edward auch zu Land seinen Vorteil schnell nutzen. Er befahl Robert III. von Artois, einen alten Anwärter auf den Titel des Grafen von Artois, mit 1000 Mann englischen und 10.000 Mann flämischen Truppen, die sich in Artois versammelt hatten, eine Chevauchée in französisches Gebiet zu führen. Ziel war es, die Franzosen in einen Kampf zu locken und die wichtige befestigte Stadt Saint-Omer zu erobern. Während dieses Manövers würde Edward in Flandern bleiben und eine zweite Streitmacht aufbauen, um gegen die Grenzfestung Tournai zu marschieren und diese zu belagern.
Die Franzosen waren über Edwards Vorbereitungen und seine Ziele informiert und begannen ihre eigenen Vorbereitungen zur Stärkung ihrer Festungen und Positionen in der Region. Zudem sollten in Nordfrankreich Truppen ausgehoben werden, um eine Armee gegen die anglo-flämische Allianz aufzustellen. Bis Juli hatte König Philipp VI. 25.000 Mann in der Region versammelt, überwiegend in gut ausgebauten Verteidigungspositionen, zu denen auch Saint-Omer und Tournai gehörten.

## Roberts Feldzug
Saint-Omer stand in der besonderen Aufmerksamkeit der französischen Kommandeure, da Robert bei der Verschleierung seines Hauptzieles völlig versagte. Er bewegte sich in nahezu direkter Linie auf die französische Stadt zu. Während seines Vormarsches stellte Philipp zunächst eine Truppe von ca. 1000 Mann unter Odo IV. Herzog von Burgund nach Saint-Omer ab, um etwa eine Woche später eine weitere Truppe unter Jean I. Graf von Armagnac hinterher zu senden. Diese beiden Kommandeure bereiteten die Stadt schnell auf den Kriegszustand vor, indem sie einen Großteil der Zivilbevölkerung evakuieren ließen, die Vorstädte zerstörten und die Stadtwälle befestigten. Anders als Robert von Artois dachte, gab es in der Stadt keine pro-flämischen Unterstützer, und sein Plan, bis vor die Stadt zu ziehen, um einfach eingelassen zu werden, stellte sich als töricht heraus. Trotzdem näherte er sich der Stadt, schleifte am 25. Juli 1330 die benachbarte Stadt Arques und traf Vorbereitungen für den Angriff auf die östlichen Ausläufer von Saint-Omer.
Auf Roberts Spuren folgte langsam die französische Armee von Philipp VI., und den anglo-flämischen Kommandeuren wurde bald klar, dass sie keine Zeit für eine lange Belagerung von Saint-Omer hatten. In nur wenigen Tagen würden sie zwischen die königliche französische Armee und der Garnison von Saint-Omer geraten. Sich darüber bewusst, dass er zu einem Rückzug gezwungen sein könnte, ließ Robert seine Truppen vor Saint-Omer aufmarschieren in der Hoffnung, die Garnison in eine Entscheidungsschlacht locken zu können. Er stellte seine besten Truppen, die englischen Langbogenschützen und die Truppen aus Brügge und Ypern in das Zentrum, den linken Flügel bildeten ebenfalls Männer aus Ypern, Fernes und Bergen. Der rechte Flügel wurde von weiteren Soldaten aus Brügge gebildet. Hinter diesen Truppen stand eine gemischte Einheit mit Männern aus ganz Flandern. Dahinter lag das Armeelager.

## Die Schlacht
Burgund und Armagnac waren über den Vormarsch von Philipp VI. informiert und warteten auf dessen Ankunft, ohne sich auf eine Schlacht einlassen zu wollen. Dieser Plan scheiterte aber, als eine Anzahl von französischen Rittern, begierig sich dem Feind zu stellen, entgegen ihren Befehlen einen Ausfall aus der Stadt wagten und den linken Flügel der anglo-flämischen Allianz angriffen. Sie wurden zwar zurückgeschlagen, aber bei ihrem Rückzug verfolgte sie die Infanterie aus Ypern bis auf das offene Gelände direkt vor der Stadt. Als die zurückweichenden französischen Truppen dies sahen, machten sie Halt und griffen die Flamen erneut an, woraus sich ein erbitterter Nahkampf entwickelte, der den ganzen Nachmittag andauerte. Von den Mauern sahen Burgund und Armagnac die Lücke, die sich infolge des Vorstoßes zwischen den anglo-flämischen Truppen aufgetan hatte, und beschlossen, mit jeweils 400 ihrer besten Kavalleristen auszufallen, um die Flanken des Feindes anzugreifen.
Armagnac ging gegen den bereits geschwächten linken Flügel vor und schlug schnell ein Loch in die ausgedünnten Reihen der Flamen. Diese wandten sich bald zur Flucht, und Armagnacs Männer verfolgten sie bis zum anglo-flämischen Basislager. Dort schlugen sie auch die unorganisierten Reserven in die Flucht, töteten dabei tausende Soldaten und plünderten den Tross. Bei diesem Vorstoß wurde zwar das Basislager vollständig zerstört, gleichzeitig fehlten Armagnacs Truppen aber, um Burgunds Angriff auf den rechten Flügel zu unterstützen. Die dortigen englischen und flämischen Truppen kämpften weit disziplinierter, und Burgunds Angriff wurde mit einem Hagel von Pfeilen empfangen.
Ohne sich der Zerstörung des Basislagers bewusst zu sein, umzingelten und überwältigten die anglo-flämischen Truppen aus dem Zentrum und dem rechten Flügel Burgunds Kavallerie, trieben diese in Richtung der Stadt zurück und fielen in die unzerstörten nördlichen Vororte von Saint-Omer ein. Nur durch einen schnellen Gegenangriff von Stadtbewohnern und Bogenschützen wurde Robert davon abgehalten, in die eigentliche Stadt vorzustoßen. Die Stadttore konnten nur knapp hinter den sich zurückziehenden Truppen von Burgund geschlossen werden. Weder Robert noch die französischen Truppen in der Stadt wussten, dass Armagnac weiter hinten das Schlachtfeld beherrschte. Mit hereinbrechender Dunkelheit zogen sich sowohl Robert als auch Armagnac auf derselben Straße zu ihren jeweiligen Ausgangspositionen zurück, was zu einer Reihe von überraschenden Zusammenstößen in der Dunkelheit, aber keinen größeren Kampfhandlungen führte.

## Nachspiel
Erst am nächsten Morgen erkannte Robert das volle Ausmaß der Katastrophe, die seine Reserve befallen hatte. Daran gescheitert, entweder die Stadt zu erobern oder die französischen Truppen vernichtend zu zerschlagen, wusste Robert, dass er sich zurückziehen musste, bevor Philipps Armee ihm den Rückzug nach Flandern abschneiden konnte. Alles zurücklassend, was nicht schnell transportiert werden konnte, kehrte Robert unbehelligt zu Edwards Armee zurück. Er hatte seine besten Einheiten vor der Vernichtung bewahrt und konnte zumindest einen teilweisen Sieg für sich beanspruchen. Auf dem Schlachtfeld hatte er etwa 8.000 flämische Soldaten verloren – vorwiegend durch die Aufreibung der untrainierten flämischen Reserven – was ein Vielfaches der französischen Verluste war. Für den weiteren Feldzug hatte die Schlacht wenig Auswirkungen, da die Kerntruppen beider Armeen relativ unbeschadet geblieben waren und die strategische Situation sich nicht änderte.
Zumindest drei kurzfristige Auswirkungen wurden deutlich: Die Moral der flämischen Truppen in Edwards Armee brach in sich zusammen, was große Probleme durch Auseinandersetzungen über die Bezahlung und das Vertrauen in Edwards Führungsfähigkeiten verursachte. Weiterhin war Südflandern nun unverteidigt, da die hierfür vorgesehenen Truppen vor Saint-Omer zugrunde gegangen waren, was der französischen Kavallerie Überfälle in dieses Gebiet ermöglichte und zu großen Zerstörung in Edwards Rücken führte, mit weiteren Problemen mit der Moral und der Versorgung infolgedessen. Die flämischen Städte, die besonders viele Männer verloren hatten, Ypern, Brügge und Gent, machten Friedensangebote an Philipp, was die Rekrutierung und Unterstützung von Edward in den großen flämischen Städten untergrub. Edward ließ sich hiervon nicht irritieren und hielt an seinem Ziel, in Nordfrankreich einzumarschieren, fest. Kurz darauf verließ er Gent, um die erfolglose Belagerung von Tournai zu beginnen.